# Ле-Дёз-Альп
Ле-Дёз-Альп (фр. Les Deux Alpes) — французский горнолыжный курорт, расположенный в центре альпийского горного массива Уазан, в департаменте Изер, в 64 км на юго-востоке от Гренобля. Станция находится на высоте 1650 м над уровнем моря, у подножия одного из крупнейших в Европе ледников, и предоставляет лыжникам и сноубордистам возможность кататься круглый год. Механические подъемники, включающие канатную дорогу, фуникулёр, кресельные и бугельные подъёмники, позволяют подняться на высоту 3520 м.
Название курорта происходит от его необычного месторасположения: горнолыжная станция, раскинувшаяся на небольшом перевале объединяет две альпийских долины, с их деревушками Мон де Лан на севере и Веноск на юге. Трассы и подъёмники начинаются прямо от шале и отелей.

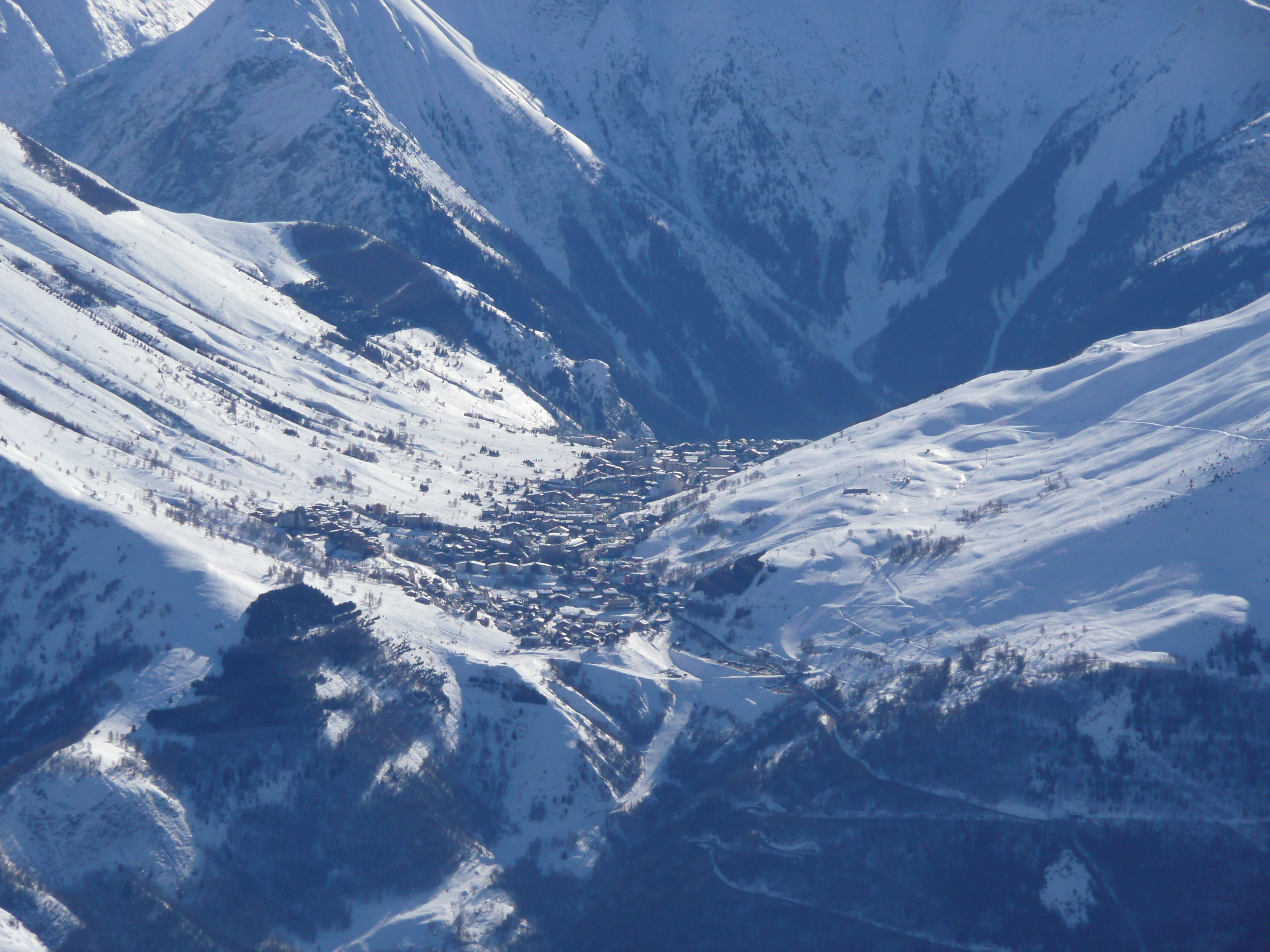
Ле дез Альп

## Зона катания Ле-Дёз-Альп 3600
Зона катания Ле-Дёз-Альп 3600 простирается на 430 га. Разница высот составляет от 1300 до 3600 м. Общая длина трасс 225 км. Количество снежных пушек : 211.
Станция насчитывает 104 лыжных трассы, из которых чёрных 14, красных 18, голубых 45 и зелёных 27.
Станция оснащена 51 механическим подъёмником.
Зимний и летний сноупарки, оборудованные на леднике, являются одними из лучших во Франции и в Европе. 10 зон катания сноупарка рассчитаны как на начинающих сноубордистов и поклонников фристайла, так и на опытных любителей экстремального зимнего спорта. Разнообразные по сложности трамплины и виражи позволяют проводить официальные соревнования, а сопутствующие услуги (прокат экипировочного материала, музыкальные зоны катания) гарантируют приятный отдых туристам.
Множество школ открыты на курорте для начинающих лыжников. Профессиональные инструкторы (в том числе русскоязычные) обучают новичков катанию на лыжах и сноуборде, а продвинутые лыжники могут поучаствовать в индивидуальных или коллективных занятиях по фрирайду, слоупстайлу и др.

## Развлечения
Курорт предлагает туристам огромную палитру развлечений: походы на снегоступах, катание на снегоходах, каток, бассейны, уроки в школе параплана, боулинг, экскурсию в ледяной грот, расположенный на высоте 3400 м, в летний период также горный велосипед, теннис, спуск на байдарках и каноэ.